# Guy Carbonneau Trophy
Guy Carbonneau Trophy je hokejová trofej udělovaná každoročně nejlepšímu defenzivnímu útočníkovi juniorské ligy Quebec Major Junior Hockey League. Trofej je pojmenována po bývalém hokejistovi QMJHL a NHL Guy Carbonneauovi.

## Držitelé Guy Carbonneau Trophy
| Sezóna  | Jméno              | Tým                      |
| ------- | ------------------ | ------------------------ |
| 2013-14 | Félix Girard       | Baie-Comeau Drakkar      |
| 2012-13 | Félix Girard       | Baie-Comeau Drakkar      |
| 2011–12 | Frédérick Roy      | Québec Remparts          |
| 2010–11 | Phillip Danault    | Victoriaville Tigres     |
| 2009–10 | Gabriel Dumont     | Drummondville Voltigeurs |
| 2008–09 | Jean-Philip Chabot | Gatineau Olympiques      |
| 2007–08 | Olivier Fortier    | Rimouski Oceanic         |
| 2006–07 | Marc-Andre Cliche  | Lewiston MAINEiacs       |
| 2005–06 | David Brine        | Halifax Mooseheads       |
| 2004–05 | Simon Courcelles   | Québec Remparts          |